# Ceromya monstroscornis
Ceromya monstroscornis är en tvåvingeart som först beskrevs av Stein 1924.  Ceromya monstroscornis ingår i släktet Ceromya och familjen parasitflugor. Inga underarter finns listade i Catalogue of Life.